# 司法覆核
司法覆核（英語：judicial review），又稱司法審查，是司法機關對行政機關、立法機關以及公共機構行為合法性審查；审查依据宪制性法律（宪法、基本法、权利宪章）时亦可称为合憲性審查。通常情況下，英美法系國家得以普通法院行使，而大陸法系國家多設立憲法法院進行宪制性的司法審查，普通法院只能审查一般行政行为。

## 嚴格的興訟時限
一般的司法程序都有較長的興訟時限（通常有1年或以上，而逆權侵佔案件甚至有高達12年的興訟時限），但司法覆核的性質並不一樣，為免妨礙行政部門，司法覆核的興訟時限有嚴格的規定：
- 行政部門在作出決定前不得興訟。行政部門若是只制訂了政策大綱，並未表明具體決定已經作出，仍不得興訟。
- 行政部門在作出決定後三個月（或其他法定時限）內必須興訟。如沒有合理理由（必需是相當極端的，例如興訟人被政府拘留而政府不容許他在某些時限興訟或申請法律援助作出興訟），逾期不受理。

任何人如果認為受到政府決定而受屈，他必須從速向法院提出申請司法覆核，否則他的權利可能被貶損。

## 香港
在香港，一般所謂的「司法覆核」全稱為「高等法院司法覆核程序」，針對的是政府行政部門的決定或行為合法與否（是否超越法律賦予的權力、有否履行法律赋予的責任、有否善用法律賦予的酌情權、有否違反法律原則等等），而非正確與否。
香港法例第4章《高等法院條例》第54條有提及，訂立《高等法院規則》第53號命令。
在香港，司法覆核與違憲審查雖然都翻譯為英語的 judicial review，但違憲審查包括針對違反基本法的行為與立法，兩者不宜混淆。香港主權移交後，法院對本地法例，作違憲審查。

## 案例
- 马伯利诉麦迪逊案（Marbury v. Madison）
- 第13769号行政命令
- 香港立法會宣誓風波
- 郭卓堅提呈的司法覆核案件列表